# Hans-Ulrich Grünberg
Hans-Ulrich Grünberg (* 9. Januar 1956 in Schwerin) ist ein deutscher Schachspieler. 1981 wurde er Europameister im Fernschach.

## Turnierschach
Mit 8 Jahren erlernte er das Schachspiel. In den 1970er-Jahren gewann er je zweimal die DDR-Schülermeisterschaft und die DDR-Jugendmeisterschaft, 1975 wurde er DDR-Meister im Blitzschach. 1980 und 1989 wurde er alleiniger Sieger der DDR-Meisterschaft, 1987 teilte er diesen Sieg mit Raj Tischbierek und Thomas Pähtz. Mehrfach wurde er zu Länderkämpfen der DDR berufen. 1990 nahm er noch mit der DDR an der Schacholympiade in Novi Sad teil.
Vor der Wende spielte er unter anderem bei Buna Halle-Neustadt, Vorwärts Strausberg, Lokomotive Schwerin und Empor HO Berlin. In der deutschen Schachbundesliga spielte er von 1990 bis 1993 mit dem Münchener SC 1836 und von 1994 bis 1996 mit dem PSV Duisburg, mit dem er auch am European Club Cup 1994 teilnahm. 1996 heuerte er beim SC Pasing in der Oberliga Bayern an und stieg später mit dem Verein in die 2. Bundesliga auf. In der Saison 2002/03 spielte er bei den Schachfreunden Schwerin, von 2003 bis 2015 beim PSV Rostock (seit 2007: SSC Rostock 07), mit dem er in der Saison 2014/15 in der 1. Bundesliga spielte. Ende der 1990er-Jahre und Anfang der 2000er-Jahre spielte er parallel in der österreichischen Mannschaftsmeisterschaft beim SC Inter Salzburg.
Seine Elo-Zahl beträgt 2373 (Stand: Mai 2016), die bisher höchste Elo-Zahl Grünbergs war 2530 im Juli 1991. Er trägt seit 1982 den Titel eines Internationalen Meisters.
| Die zur Anzeige dieser Grafik verwendete Erweiterung wurde dauerhaft deaktiviert. Wir arbeiten aktuell daran, diese und weitere betroffene Grafiken auf ein neues Format umzustellen. (Mehr dazu) |

## Fernschach
Obwohl er das Spielen am Brett bevorzugte, begann er 1970 mit Fernturnieren. Hier qualifizierte er sich durch Siege in Europaturnieren für die Teilnahme an der 16. Europa-Fernschachmeisterschaft, die er 1981 als Sieger mit 11 Siegen und 2 Remispartien beendete. Danach vertrat er noch die DDR im Finale der 10. Fernschacholympiade. 1990 wurde er Fernschach-Großmeister, später spielte er kaum noch Fernschach.

## Privates
Grünberg studierte in Halle von 1976 bis 1981 Mathematik an der Martin-Luther-Universität Halle-Wittenberg.